# Festuca borissii
Festuca borissii là một loài thực vật có hoa trong họ Hòa thảo. Loài này được Reverd. mô tả khoa học đầu tiên năm 1965.